# Sem Resposta
Sem Resposta é o segundo álbum de estúdio da cantora e compositora brasileira Luka, lançado em abril de 2006, após um tempo afastada da carreira, para se dedicar a sua primeira filha. Sete das onze faixas que compõem o disco são composição própria de Luka e as últimas duas são "Sem Resposta (Remix Deeplick)" e o acústico da mesma, totalizando 13 faixas.  Ela contou com a participação especial de Serginho Moah, vocalista da banda Papas da Língua, na música "A Aposta".
O álbum foi gravado em três meses e apresenta uma roupagem pop rock. Destaque para o primeiro single "Sem Resposta", que revela a maturidade da artista na letra e nos arranjos, entrando para a lista das músicas mais tocadas nas rádios em 2006. A canção foi regravada por vários artistas e em diferentes estilos, a banda Aviões do Forró, a dupla Pedro Paulo e Alex e a cantora Laís são alguns exemplos.

## Antecedentes
Em 2002, Luka se inscreveu, durante a fase de testes, no programa televisivo brasileiro Fama, transmitido pela Rede Globo. Ela foi eliminada no fim do processo de seleção dos participantes, não chegando a participar da primeira temporada do show de talentos. Depois da pequena exposição, a canção entrou para a trilha sonora da série Malhação, da Rede Globo. A partir daí a música começou a ser pedida em todas as rádios brasileiras. No mesmo ano, Luka ganhou no programa Domingão do Faustão o prêmio de melhor música do ano pelo Melhores do Ano. A canção embalou um comercial da Chevrolet na mesma época. "Tô Nem Aí" permaneceu por várias semanas entre as mais tocadas nas rádios até o lançamento do segundo single, "Porta Aberta", que também dá nome ao seu álbum de estreia. A música ficou na primeira posição das 100 músicas mais tocadas de 2003 no Brasil, vencendo "Velha Infância", dos Tribalistas.
Não diferentemente da primeira música de trabalho, repetiu o sucesso, graças também a exposição como trilha sonora do filme Didi Quer Ser Criança. Terminou o ano de 2004 também com a música entre as mais tocadas e foi a música de abertura de Malhação em Portugal. O terceiro hit, "Difícil Pra Você" (Feat. Billy), do álbum "Porta Aberta", foi trilha da novela das sete Começar de Novo exibida em 2005 pela Rede Globo, tema da atriz Isabel Filardis, o hit foi cantado no Maracanã na festa de 60 anos da Rádio Globo para 60 mil pessoas. Ainda em 2005, Luka lança no verão europeu o single "Enamorada", em parceria com um dj italiano, que vira o hit do verão europeu, uma das canções mais executadas na Europa. "Tô Nem Aí" levou também surpreendentemente Luka ao primeiro lugar da parada dance na Alemanha, na MTV Italiana, e seu lançado também em terras norte-americanas. Isso tudo graças ao popular remix da música que alavancou a carreira da cantora. Também já fez shows no Japão e Espanha (entrando na lista Los 40 Principales).

## Lista de faixas
| N.º            | Título                          | Compositor(es)                                              | Duração |  |
| 1.             | "Sem Resposta"                  | Luciana Lima                                                | 3:16    |  |
| 2.             | "Mãos Vazias"                   | Nina Wrtti                                                  | 3:25    |  |
| 3.             | "Quando Você Passa"             | Lima                                                        | 3:25    |  |
| 4.             | "Não Sei"                       | Charles Master, Luis Henrique, Márcio Petralha, Felipe Zotz | 3:39    |  |
| 5.             | "Pensando em Nós"               | Lima                                                        | 3:51    |  |
| 6.             | "Eu e Você"                     | Lima                                                        | 3:37    |  |
| 7.             | "Eclipse do Sol"                | Lima                                                        | 3:40    |  |
| 8.             | "O Mundo Continua"              | Lima, Clemente, Daniel Tendler, Gian Fabra, Fred Nascimento | 2:54    |  |
| 9.             | "Sempre"                        | Lima                                                        | 3:17    |  |
| 10.            | "A Aposta" (com Serginho Moah)  | Felipe Elizalde, Henrique Kunz                              | 3:55    |  |
| 11.            | "Muito Pouco"                   | Lima                                                        | 4:13    |  |
| 12.            | "Sem Resposta" (Remix Deeplick) | Lima                                                        | 3:48    |  |
| 13.            | "Sem Resposta" (Acústico)       | Lima                                                        | 3:14    |  |
| Duração total: | Duração total:                  | Duração total:                                              | 46:21   |  |

## Singles
| Ano  | Single                           | Melhor posição |
| Ano  | Single                           | BRA Hot 100    |
| ---- | -------------------------------- | -------------- |
| 2006 | "Sem Resposta"                   | 11             |
| 2006 | "A Aposta" (Part. Serginho Moah) | 25             |
| 2006 | "Quando Você Passa"              | 65             |

## Posições
| Tabelas musicais (2006) | Melhor posição |
| ----------------------- | -------------- |
| Brazilian Albums Chart  | 2              |
| Brasil Top 40           | 4              |

## Vendas
| País   | Vendas  |
| ------ | ------- |
| Brasil | 50,000+ |